# Lotononis adpressa
Lotononis adpressa är en ärtväxtart som beskrevs av Nicholas Edward Brown. Lotononis adpressa ingår i släktet Lotononis och familjen ärtväxter. IUCN kategoriserar arten globalt som livskraftig. Inga underarter finns listade i Catalogue of Life.